# 皱波球根鸦葱
皱波球根鸦葱（学名：Scorzonera circumflexa）为菊科鸦葱属的植物。分布于乌兹别克斯坦、阿富汗以及中国大陆的新疆等地，见于碎石山坡或山前平原，目前尚未由人工引种栽培。